# Nowe Kawkowo

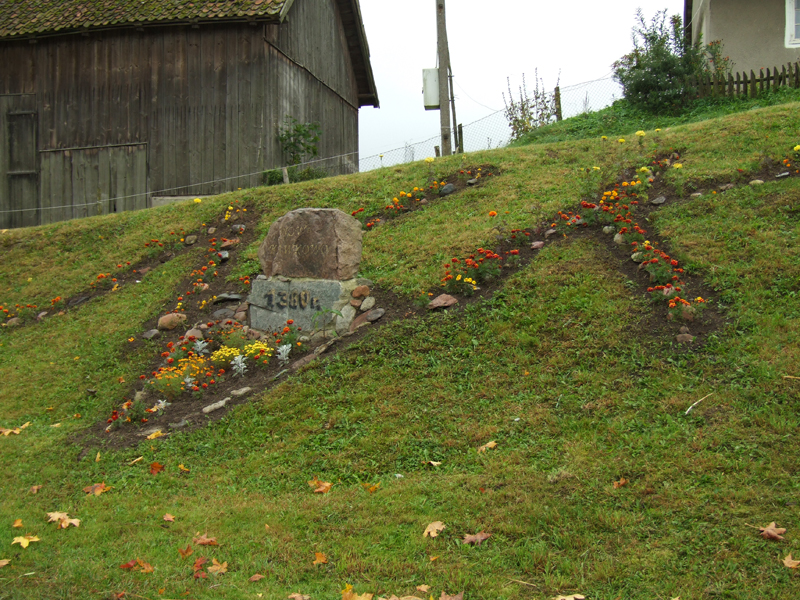
Pamiątkowy kamień przy wjeździe do Nowego Kawkowa

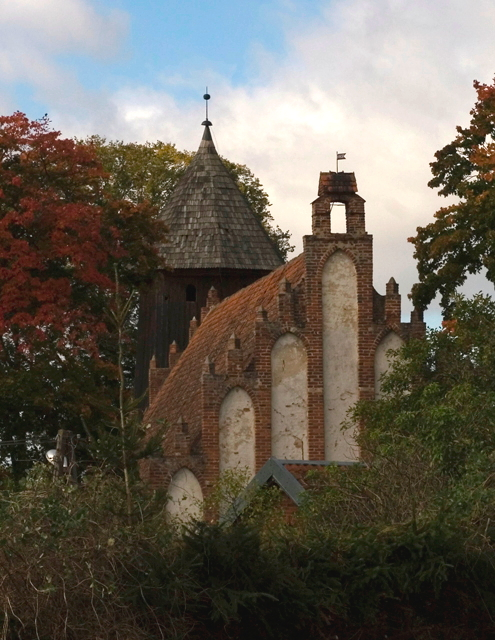
Kościół w Nowym Kawkowie

Nowe Kawkowo (dawniej niem. Neu-Kockendorf) – wieś warmińska w Polsce położona w województwie warmińsko-mazurskim, w powiecie olsztyńskim, w gminie Jonkowo.
W latach 1954–1959 wieś należała i była siedzibą władz gromady Nowe Kawkowo, po jej zniesieniu w gromadzie Jonkowo. W latach 1975–1998 miejscowość administracyjnie należała do województwa olsztyńskiego. Przez wieś przebiega droga powiatowa nr 1203N Wilnowo – Mostkowo- Jonkowo – Gutkowo.

## Historia
Wieś lokowana była w drugiej połowie XIV wieku przez kapitułę warmińską. Kościół w Kawkowie konsekrowany został w 1380 roku przez biskupa warmińskiego Henryka Sorboma.
W 1818 r. we wsi mieszkało 201 osób. W plebiscycie 1 1920 r. za Prusami Wschodnimi zagłosowało 333 osoby, za Polską jedynie jedna. W 1939 r. we wsi było 381 mieszkańców. Po II wojnie światowej we wsi funkcjonowała szkoła podstawowa. Od roku 1945 Nowe Kawkowo jest wsią sołecką. W 1998 r. Nowe Kawkowo miało 259 mieszkańców.

## Kościół
Z pierwotnej XIV wiecznej świątyni zachowały się fragmenty korpusu wykonanego z kamieni polnych łączonych z cegłą, z datami 1380 i 1925. Kościół jest orientowany z drewnianą wieżą z roku 1664 od zachodu. Zakrystia i kruchta dobudowane zostały na początku XX wieku. Ostatnia przebudowa kościoła miała miejsce w 1905 r.
Ołtarz główny w stylu rokokowym z datą 1866 z obrazami Nawiedzenia NMP i św. Jana w Oleju oraz figurami świętych Piotra i Pawła. W kościele są dwa ołtarze boczne z końca XVIII wieku. Barokowa ambona z około 1700 zdobiona jest obrazami czterech ewangelistów.

## Demografia
W roku 1818 w Nowym Kawkowie mieszkało 201 osób. Liczba mieszkańców w następnych latach kształtowała się następująco: w roku 1939 – 381, w 1998 r. – 259 osób.